# Aliança do Tocantins
Aliança do Tocantins is een gemeente in de Braziliaanse deelstaat Tocantins. De gemeente telt 5.822 inwoners (schatting 2009).
De gemeente grenst aan Crixás do Tocantins, Dueré, Gurupi en Brejinho de Nazaré.